# Naturgy

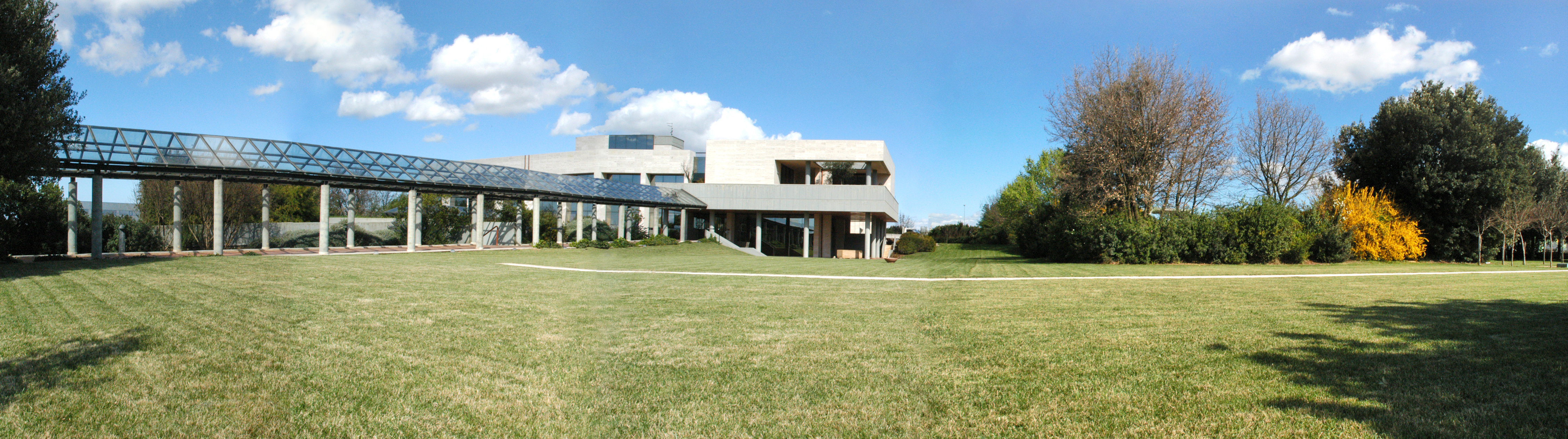
Sede della società Gas Natural Italia ad Acquaviva delle Fonti (Bari)

Naturgy Energy Group, S.A. (conosciuta come Naturgy) è un gruppo multinazionale spagnolo attivo nel settore energetico e dei servizi, con più di 22 milioni di clienti e 17 000 persone impiegate nel mondo. Leader sia nella distribuzione di gas in Spagna e in America Latina sia nella conversione di gas in elettricità, il Gruppo è il quarto operatore mondiale di GNL (gas naturale liquefatto), quarto operatore principale nel settore elettrico in Spagna, terzo operatore di cicli combinati nel mondo.

## Storia
Il gruppo nasce da un processo di riordino del mercato spagnolo del gas. La Gas Natural SDG, S.A. (società a capo del gruppo) nasce dalla fusione di Catalana de Gas e Gas Madrid nel 1991, con l'aggiunta delle attività di distribuzione gas della Repsol.
Nel 2004 il gruppo ha deciso di espandere le sue attività nella produzione di gas e attualmente ha progetti in Algeria, Nigeria e Angola. In questo settore si occupa sia di produzione di gas che di liquefazione e trasporto.
Nel 2005 il gruppo ha creato con Repsol YPF la società Repsol-Gas Natural LNG, S.L., di cui entrambi detengono il 50% del capitale. Questa società si occupa di trasporto di gas naturale liquido ed è la terza al mondo per volume di gas trasportato. Alla società Gas Natural ha conferito la sua flotta di 10 navi metaniere.
Il 28 dicembre 2007 ha acquistato da Électricité de France (EDF) tutte le attività industriali in Messico, per 1.448 milioni di dollari (987,07 milioni di euro). L'acquisto di cinque centrali a ciclo combinato (capacità totale di 2.233 megawatt), e del Gasodotto del Río rende Gas Natural il secondo operatore privato del mercato di generazione elettrica messicano.
Nel luglio 2008, Gas Natural ha chiuso un accordo per l'acquisto del 45,3% di Unión Fenosa, società energetica del gruppo ACS. Superato il 30% di Unión Fenosa S.A., Gas Natural lancerà un'OPA sulla residua quota di capitale fino a raggiungere il 100%.
L'acquisizione di Union Fenosa trasformerà Gas Natural in una delle principali utilities europee, e una delle tre società leader del mercato spagnolo; il primo operatore mondiale di GNL del bacino Atlantico, e uno dei principali operatori di ciclo combinato al mondo.
La nuova compagnia conterà più di 20 milioni di clienti, 9 dei quali in Spagna, e 18.200 MW di potenza installata in tutto il mondo.
Nell'ottobre 2017, la Gas Natural Fenosa ha firmato un accordo di vendita con la 2i Rete Gas (già Enel Rete Gas) - controllata dall'italiana F2i e dalla compagnia francese Ardian) - del 100% di Nedgia e di Gas Natural Italia per 727 milioni di euro.
Il 27 giugno 2018, la società ha cambiato nome in Naturgy.

## Azionisti

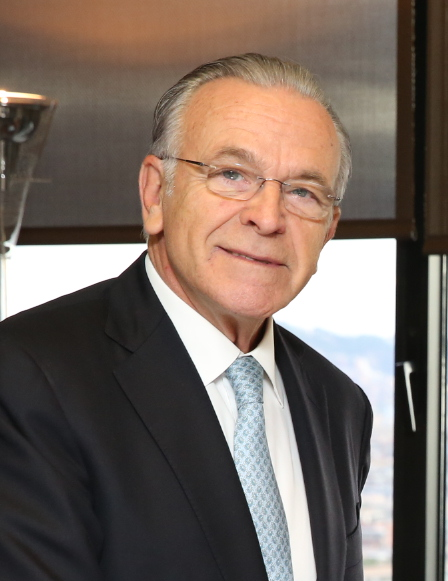
Isidre Fainè, presidente di Gas Natural Fenosa.

Gli azionisti di riferimento del gruppo sono stati (prima della vendita) :
1. Criteria Caixacorp: 34,1%.
2. Repsol-YPF, S.A.: 30,8%
3. libera fluttuazione: 20,8%.
4. SUEZ: 11,8%
5. Caixa de Catalunya: 3%.

## Gas Natural in Italia
Il Gruppo Gas Natural è presente in Italia dal 2002, anno di apertura della società di vendita Gas Natural Vendita Italia Spa. Nel 2004, il Gruppo entra nel mercato della distribuzione del gas con l'acquisizione di gruppi privati nel sud Italia: Gruppo Brancato per 100 milioni di euro, Gruppo Gas (Agragas, G.A.S., Normanna Gas, Gea, So.Re.Co e Gas Fondiaria) di Palermo per 116 milioni di euro, Smedigas di San Gregorio Di Catania e Nettis di Acquaviva delle Fonti; nel 2007 è acquistata Italmeco (dalla Bonatti S.p.A. Global Service Provider for Oil&Gas Industry) per 32,2 milioni; nel 2008 è la volta di Pitta Costruzioni di Foggia per 30,25 mln di euro.
Nel 2006 l'azienda attraversa una fase di consolidamento della struttura societaria. Nascono tre società nelle quali si concentra tutta l'attività del gruppo in Italia: Gas Natural Vendita Italia Spa, Gas Natural Distribuzione Italia Spa e Gas Natural Italia Spa. Grazie all'acquisizione di 16.000 clienti nei primi sei mesi dell'anno, Gas Natural raggiunge a marzo 2009 l'importante traguardo dei primi 400.000 punti di riconsegna distribuiti in 187 comuni tra Sicilia, Puglia, Abruzzo, Calabria, Lazio, Campania, Basilicata.
In Italia, Gas Natural è conosciuta anche per i suoi progetti di impianti di rigassificazione di Taranto e Trieste. Ciascun rigassificatore ha una capacità di 8 miliardi di metri cubi di gas, pari al 10% circa dell'attuale fabbisogno nazionale (circa 85 miliardi di metri cubi). I due progetti sono di rilevanza strategica per il sistema energetico nazionale dal momento che consentirebbero di assicurare fonti di approvvigionamento di gas flessibili e alternative al classico sistema del metanodotto.
Nel luglio del 2009 Gas Natural Rigassificazione Italia ha ottenuto il decreto di approvazione ambientale per l'impianto di rigassificazione di Trieste. Il Decreto VIA (Valutazione d'Impatto Ambientale) è l'atto definitivo dell'iter autorizzativo nazionale e rappresenta un importante traguardo nella strategia del Gruppo Gas Natural di diventare un autentico operatore integrato in Italia, a conferma dell'impegno per il futuro energetico del Paese. Il progetto favorirà la diversificazione e la sicurezza delle fonti di approvvigionamento per il sistema energetico italiano.

## Responsabilità sociale e ambientale
Oltre all'attività ordinaria, Gas Natural Italia è anche impegnata in un'opera di valorizzazione e di sostegno di attività culturali e di tutela del patrimonio ambientale e paesaggistico del territorio. Solo a titolo di esempio vale la pena citare la presenza dell'azienda nelle edizioni passate del Festival della Valle d'Itria di Martina Franca.
Nel corso del 2008, l'impegno nel sociale e sul fronte della Responsabilità Sociale d'Impresa si sostanzia in iniziative tra cui la firma di due protocolli d'intesa su progetti in ambito sociale con il Comune di Reggio Calabria (a marzo) e con il Comune di Caltagirone (a giugno). Sempre nel 2008, un altro protocollo d'intesa è stato firmato tra la Fondazione Gas Natural e la Puglia per siglare il comune interesse ad avviare una collaborazione nell'ambito della protezione e tutela dell'ambiente.
Inoltre, la filiale italiana è stata promotrice ed è divenuta coordinatrice del primo Forum sulla RSI del sud Italia, sorto a febbraio 2008 in seno alla Confindustria di Bari. Il Forum RSI, promosso e coordinato da Gas Natural, ricalca l'esperienza del Sodalitas Network della Fondazione Sodalitas e conta attualmente 19 aziende associate, tra locali, nazionali e multinazionali.

## Opposizioni ai rigassificatori della Gas Natural
Come in molti altri casi di infrastrutture bloccate a livello locale, anche verso gli impianti proposti da Gas Natural sono nate opposizioni locali. A Taranto il Consiglio Comunale in una delibera del 15 gennaio 2008 ha espresso la sua contrarietà al progetto. L'opposizione si è espressa con la presentazione presso la Commissione di VIA (Valutazione di Impatto Ambientale) di apposite controdeduzioni allo Studio di Impatto Ambientale della Gas Natural.
A Trieste si è costituito un Comitato per la salvaguardia del Golfo che si oppone al rigassificatore proposto dalla Gas Natural che, in un primo momento, non ha impegnato, come avvenuto a Taranto, le istituzioni locali sulla stessa linea. In Friuli-Venezia Giulia, infatti, il Comune, la Regione e molti altri attori locali manifestarono in più occasioni un orientamento apertamente favorevole al suo insediamento nell'area portuale di Zaule. Successivamente però, la nuova amministrazione regionale si è opposta al progetto, anche in seguito alla posizione contraria espressa dall'Autorità Portuale di Trieste preoccupata soprattutto dal probabile impedimento allo sviluppo del porto in seguito al previsto traffico delle gasiere. Per questi motivi il ministero dell'Ambiente nel 2013 ha sospeso l'iter della VIA già ottenuta nel 2009.
L'attuale amministrazione comunale di Trieste ha escluso il progetto dalla nuova variante al Piano Regolatore Generale con l'inserimento di un'apposita clausola nelle direttive di salvaguardia. Il progetto si scontra inoltre con la forte opposizione della Repubblica di Slovenia e quella dei comuni di Muggia e San Dorligo che confinerebbero con l'impianto nonché di tutte le principali associazioni ambientaliste italiane e slovene come pure quella di autorevoli esponenti del mondo scientifico che rilevano innanzitutto i grossi rischi per la popolazione rappresentati dalla presenza di un simile impianto realizzato in prossimità delle abitazioni. L'infrastruttura dovrebbe oltretutto sorgere vicino a molte realtà industriali che potrebbero innescare un disastroso effetto domino. A Zaule operano infatti il terminal petrolifero e depositi SIOT, il deposito gas liquefatti GTS, la Ferriera di Servola, la società Linde Gas Italia, la Si.Lo.Ne. e Depositi costieri spa oli minerali, la società chimica e petrolchimica Alder, la Chiurlo prodotti combustibili e il termovalorizzatore AcegasApsAmga.

## Fondazione Gas Natural
Nel 2002 nasce la Fondazione Gas Natural con l'obiettivo principale di contribuire alla formazione per la protezione dell'ambiente in tutti i paesi in cui il gruppo è presente.
Inoltre la Fondazione, sostenuta da collaborazioni di livello elevato, porta avanti numerose attività: seminari ambientali sull'energia e sull'ambiente, accordi di collaborazione con i Governi autonomi della Comunità, pubblicazioni di informazione ambientale, mostre, attività internazionali.
Nel 2008 la Fondazione, con il supporto di Gas Natural Italia, ha avviato il suo primo progetto italiano; dalla sigla di un protocollo d'intesa con l'Assessorato all'Ecologia della Puglia è nato un progetto di ricerca in tema di tutela e protezione ambientale con l'Università degli studi di Bari.

## Curiosità
Gas Natural è stata la prima a lanciare un'OPA su Endesa nel settembre 2005. Dopo sei mesi la tedesca E.ON ha rilanciato. Dopo duri scontri davanti agli organismi europei ed ai tribunali spagnoli, comunitari e statunitensi, Gas Natural si è ritirata il 2 febbraio 2007. Quando la vicenda sembrava conclusa a favore dei tedeschi la cordata Enel-Acciona è riuscita ad aggiudicarsi Endesa grazie ad un rilancio.